# リポビタンDツアー2025
リポビタンDツアー2025は、大正製薬が特別協賛して2025年に行われるラグビー日本代表の海外遠征である。11月にアイルランド、ウェールズ、ジョージアを転戦する。

## 概要
2025年11月に、ラグビー日本代表は以下のようにヨーロッパ遠征を行い、「リポビタンDツアー2025」として対戦を行う。

### アイルランド代表戦
シックス・ネーションズ・ラグビー主催による「オータム・ネーションズ・シリーズ2025」全22試合のうちの1つ。
2025年2月19日に日本ラグビーフットボール協会は、2025年11月に行われるラグビー日本代表のヨーロッパ遠征の情報を発表した。遠征の初戦は11月8日のアイルランドのダブリン（アビバ・スタジアム）でのアイルランド戦となる。
アイルランド代表とは、2021年11月にヨーロッパ遠征で2回対戦（31-39、5-60で2敗）して以来、4年ぶり。

### ウェールズ代表戦
シックス・ネーションズ・ラグビー主催による「オータム・ネーションズ・シリーズ2025」全22試合のうちの1つ。
11月15日にウェールズのカーディフ（プリンシパリティ・スタジアム）で行われる。
ウェールズ代表とは、同年7月5日と12日に日本国内（北九州と神戸）で対戦を行うため、年内3回目のテストマッチとなる。

### ジョージア代表戦
11月22日にジョージアで行われる。 
ジョージア代表とは、2024年7月での日本国内対戦（23-25で敗戦）以来、1年4か月ぶりとなる。

## 試合日程・結果
| 日時         | ホーム           | スコア         | アウエー       | 会場                                                    | 特記事項                                                   | 備考 |
| ------------ | ---------------- | -------------- | -------------- | ------------------------------------------------------- | ---------------------------------------------------------- | ---- |
| 2025年11月   | ヨーロッパ遠征   | ヨーロッパ遠征 | ヨーロッパ遠征 | ヨーロッパ遠征                                          | ヨーロッパ遠征                                             |      |
| 11月8日(土)  | アイルランド代表 |                | 日本代表       | アビバ・スタジアム （アイルランド、ダブリン）           | リポビタンDツアー2025 オータム・ネーションズ・シリーズ2025 |      |
| 11月15日(土) | ウェールズ代表   |                | 日本代表       | プリンシパリティ・スタジアム （ウェールズ、カーディフ） | リポビタンDツアー2025 オータム・ネーションズ・シリーズ2025 |      |
| 11月22日(土) | ジョージア代表   |                | 日本代表       | 会場未定 （ジョージア）                                 | リポビタンDツアー2025                                      |      |

## 試合内容

### アイルランド代表戦
| 2025年11月8日 | アイルランド | v | 日本 | アビバ・スタジアム, ダブリン, アイルランド |
| 2025年11月8日 |              |   |      | アビバ・スタジアム, ダブリン, アイルランド |

### ウェールズ代表戦
| 2025年11月15日 | ウェールズ | v | 日本 | プリンシパリティ・スタジアム, カーディフ, ウェールズ |
| 2025年11月15日 |            |   |      | プリンシパリティ・スタジアム, カーディフ, ウェールズ |

### ジョージア代表戦
| 2025年11月22日 | ジョージア | v | 日本 | ジョージア |
| 2025年11月22日 |            |   |      | ジョージア |